# Feuerzangenbowle

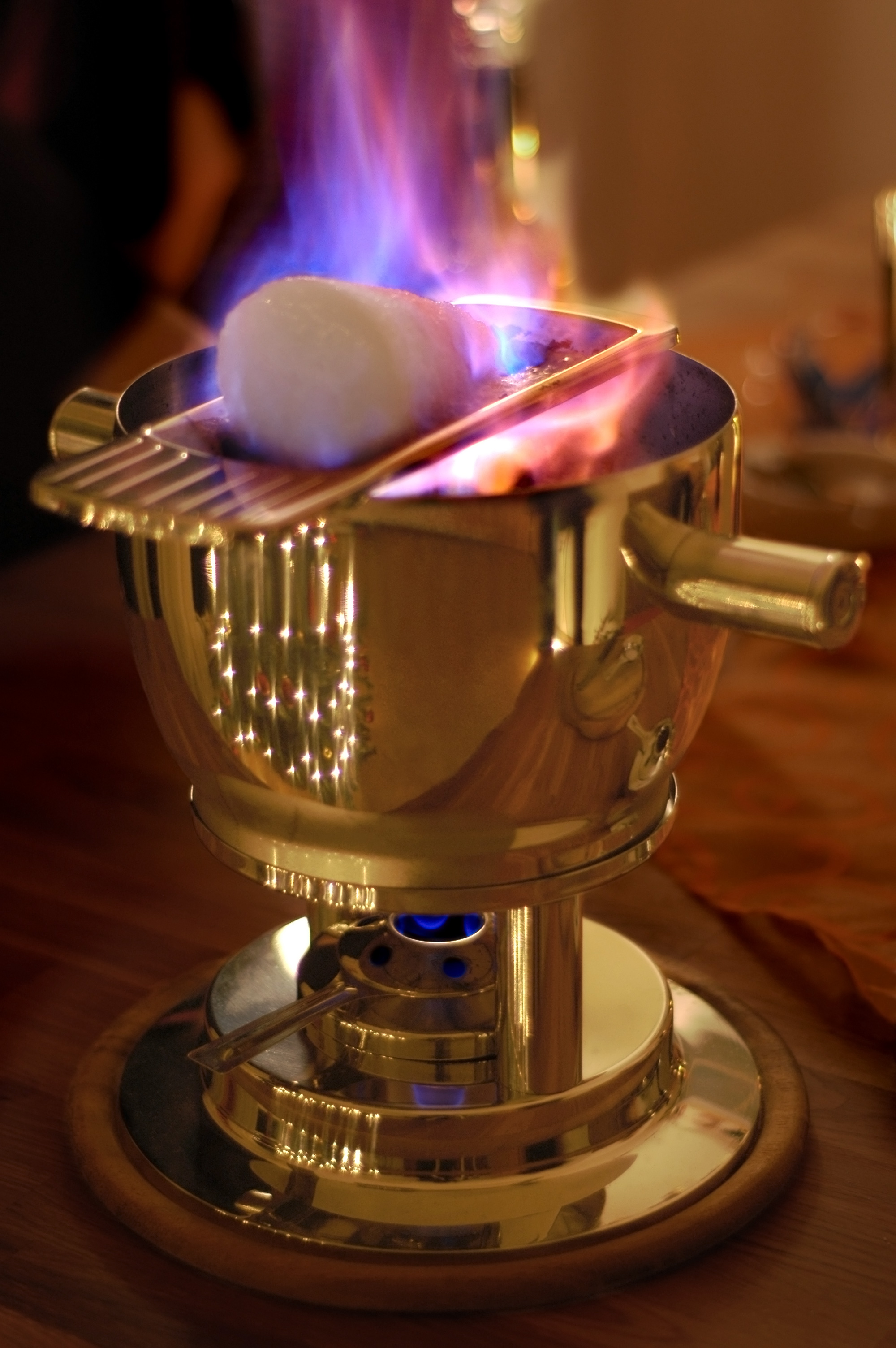
Feuerzangenbowle mit brennendem Zuckerhut

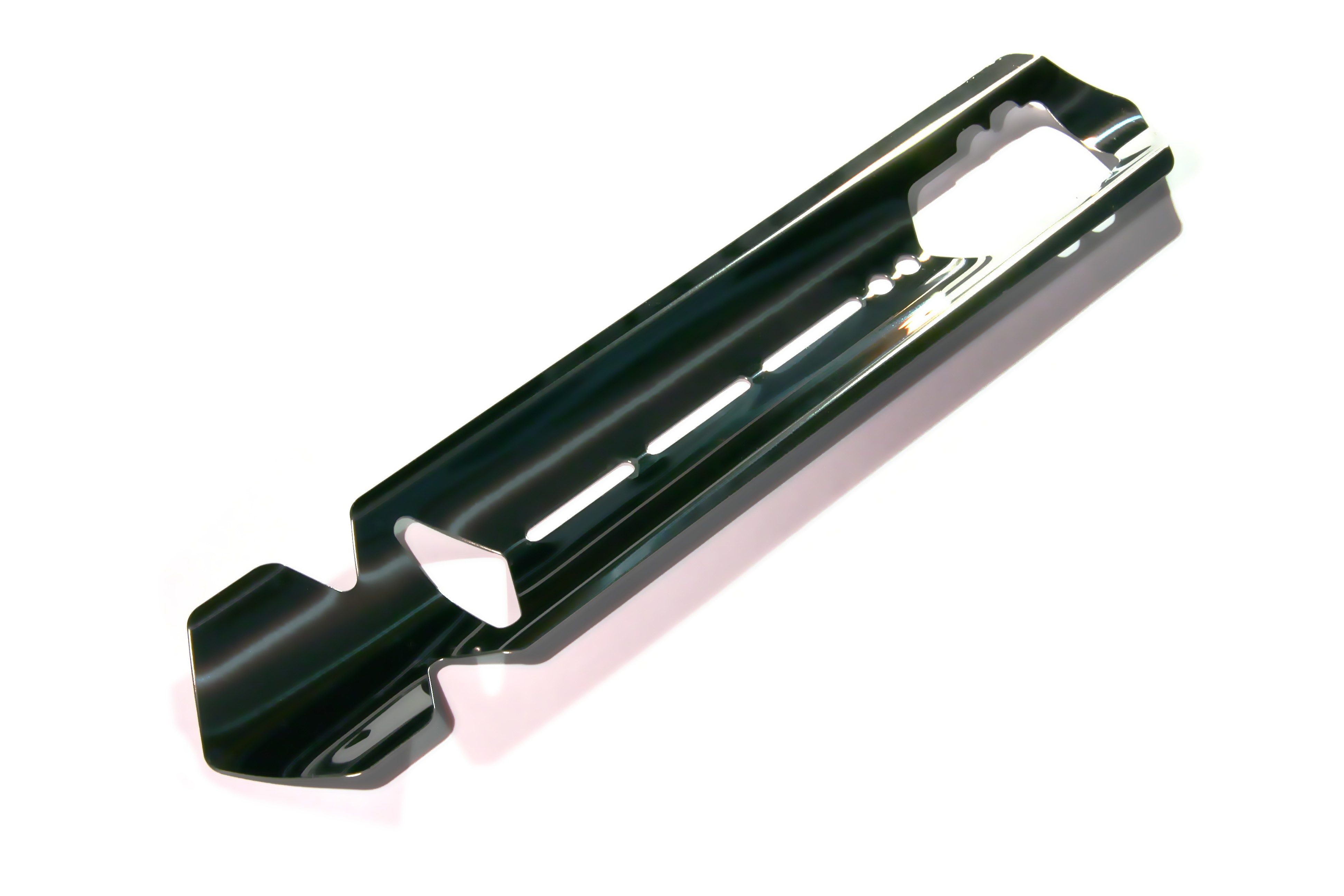
Feuerzange

Die Feuerzangenbowle [ˈfɔʏɐtsaŋənˌboːlə] (anhörenⓘ) ist ein Punsch auf der Basis von Rotwein. Trotz des Namens handelt es sich bei dem Getränk nicht um eine (kalt zu trinkende) Bowle. Nach der Zugabe verschiedener Gewürze und eventuell Fruchtsäfte wird eine „Feuerzange“ auf das Punschgefäß gelegt und darauf ein in Rum getränktes, kegelförmiges Zuckerstück angezündet, das brennend in die Flüssigkeit tropft.
Bekanntheit erlangte der Punsch durch den Film Die Feuerzangenbowle aus dem Jahr 1944 mit Heinz Rühmann in der Hauptrolle. Dabei handelt es sich um eine Verfilmung nach dem 1933 veröffentlichten gleichnamigen Roman von Heinrich Spoerl.

## Geschichte
Ursprünglich wurde für die Feuerzangenbowle die sogenannte Feuerzange verwendet. Mit diesem Gerät aus dem Kaminbesteck konnten dem Herd- oder Kaminfeuer glühende Holzkohlen z. B. zum Anzünden der Pfeife entnommen werden. Mit der Feuerzange wurde ein Brocken Zucker gepackt, mit Rum übergossen und angezündet. Zucker wurde früher in Zuckerhüten geliefert, die viel größer und härter waren als die heute ausschließlich für Feuerzangenbowle hergestellten Zuckerhüte. Für die meisten Zwecke musste der Hutzucker erst mühevoll zerkleinert werden.
Bei Studentenverbindungen wird seit dem 19. Jahrhundert aufgrund der ähnlichen roten Färbung für Feuerzangenbowle auch der Begriff Krambambuli verwendet. Dieser wird heute in der Regel im Rahmen von Filmabenden zum Film Feuerzangenbowle (siehe Abschnitt unten) oder – insbesondere in Österreich und auch in der Schweiz – bei speziellen Kneipen sowie auf Weihnachtsfeiern serviert.

## Zubereitung

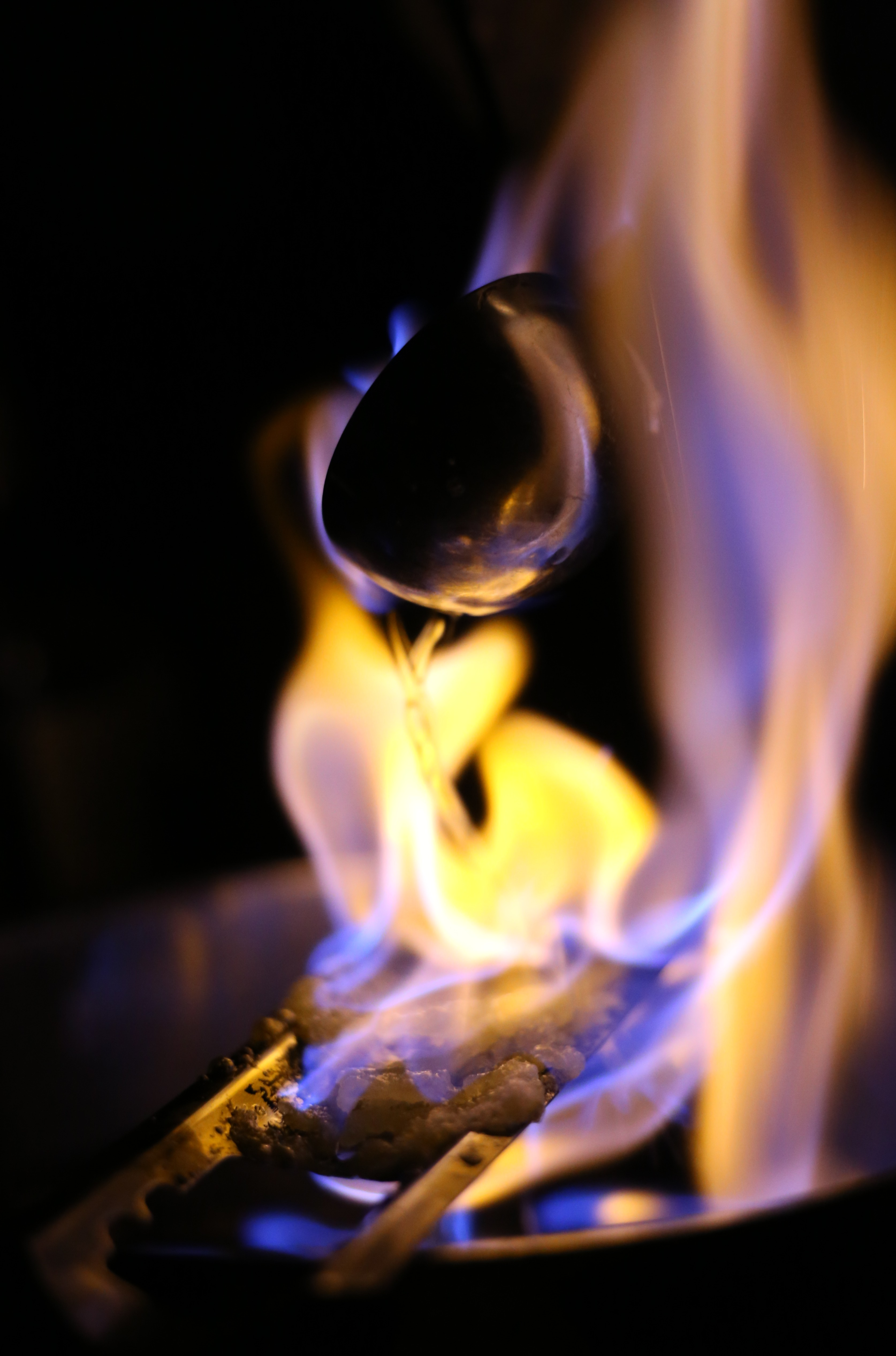
Mit einer Schöpfkelle wird Rum über den Zuckerhut gegossen.

Die meisten Rezepte folgen einem Grundkonzept: In einem geeigneten Gefäß wird trockener Rotwein mit Gewürznelken, Zimtstangen, Zitronen- und Orangenschalen erhitzt. Nach manchen Rezepten wird zusätzlich Orangen- und Zitronensaft, Orangen- oder Kirschlikör oder auch Schwarztee hinzugefügt. Regional werden auch entsprechende Zutaten beigegeben, beispielsweise Printenlikör im Aachener Land oder Sternanis. Ein Zuckerhut wird auf die Zange gelegt und über dem Gefäß platziert. Auf den Zuckerhut träufelt man braunen Rum, bis der Zuckerhut vollständig getränkt ist, und zündet ihn an. Der Zucker schmilzt, karamellisiert und tropft in den Rotwein, was diesem einen besonderen Geschmack verleiht. Auf zwei bis drei Liter Rotwein kommen ca. 0,35 Liter Rum. Zur Vermeidung von Stichflammen wird der Rum nicht direkt aus der Flasche, sondern dosiert aus einer Schöpfkelle nachgegossen.
Oft wird Rum mit einem Alkoholgehalt von 54 Prozent für die Feuerzangenbowle benutzt. Wegen des hohen Wassergehalts des Rums ist seine Temperatur beim Verbrennen jedoch so niedrig, dass der Zucker überwiegend gelöst wird, anstatt zu schmelzen und zu karamellisieren. Durch Verwendung von Rum mit höherem Alkoholgehalt lässt sich dies umgehen. Es wird erst Rum nachgegossen, wenn der Alkohol der vorherigen Schüttung nahezu verbrannt ist. Es muss nun lediglich darauf geachtet werden, dass der brennende Zuckerhut nicht erlischt. Getrunken wird Feuerzangenbowle aus Punsch- oder Groggläsern bzw. Tassen.
Weiße Feuerzangenbowle wird mit Weißwein und häufig unter Zugabe trockenen Sherrys zubereitet. Zum Karamellisieren des Zuckers wird in der Regel weißer Rum oder auch Arrak verwendet.

## Brauch
Eine Feuerzangenbowle wird traditionell im Winter getrunken, oft in der Adventszeit oder zu Silvester. Die Bowle wird zu dieser Jahreszeit auf Weihnachtsmärkten fertig zum Trinken angeboten und ist auch im privaten Umfeld beliebt. Dazu sind im Handel komplette Sets, meist mit Glasgefäß, Rechaud, der Feuerzange an sich und ggf. weiteren Teilen, erhältlich, mit denen die Feuerzangenbowle zu Hause zubereitet werden kann.

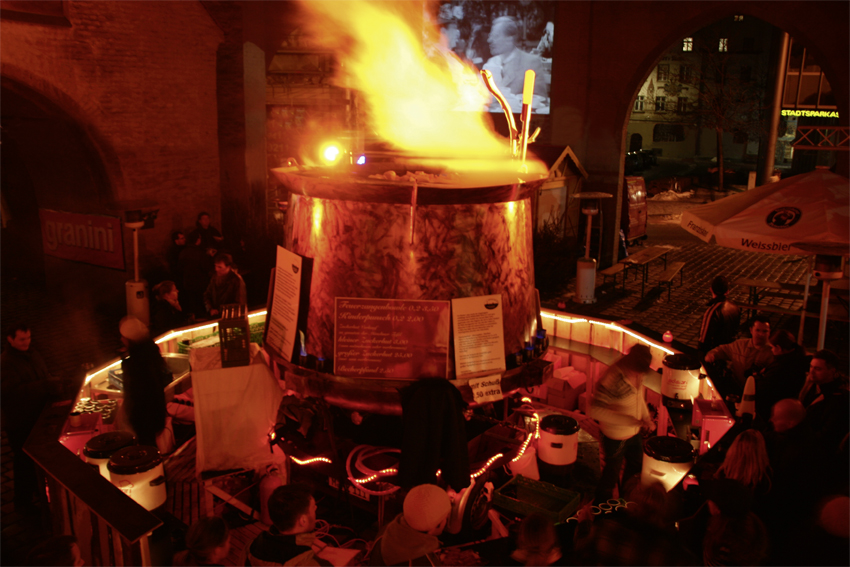
Großer Feuerzangenbowle-Kessel auf einem Weihnachtsmarkt

Die weltweit größte Feuerzangenbowle wurde im Dezember 2005 in München am Isartor vorgestellt. Dabei wurden 9000 Liter Punsch in einem etwa 3,4 Meter hohen Edelstahlkessel in Kupferoptik mit 2,5 Meter Durchmesser gemischt und beheizt. Die Feuerzangenbowle wird mit einer Trinktemperatur von ca. 70 °C ausgeschenkt und der Kessel strahlt – in den zugewandten Gesichtern der Umstehenden spürbar – Wärme ab. Des Weiteren überwiegt an der freien Flüssigkeitsoberfläche die Verdunstungskälte die Wärmewirkung des Rumfeuers am oberhalb liegenden Zuckerhut, sodass laufend mit entsprechend großer Leistung elektrisch geheizt werden muss. Der laufenden Abreicherung von Alkohol durch Abdampfen wird durch Nachfüllen von Wein und Zugabe von Rum gegengesteuert. Sie wird seitdem jeden Winter in dieser Größe am selben Ort angeboten (Stand: Dezember 2019).
Mittlerweile gibt es weitere Exemplare in Nürnberg in der Nähe des Christkindlesmarktes sowie auf dem Kölner Weihnachtsmarkt am Chlodwigplatz.

## Verbindung zum Film
Der Film Die Feuerzangenbowle mit Heinz Rühmann von 1944 wird auch heute noch sehr eng mit dem Getränk in Verbindung gebracht, obwohl das Getränk nur in der Rahmenhandlung des Films auftaucht: In der Anfangsszene des Films trinkt eine Runde älterer Herren Feuerzangenbowle und sinniert über ihre Schulzeit. Nur einer, der eher reservierte Schriftsteller Dr. Johannes Pfeiffer, kann nicht mitreden, da er als Kind von einem Privatlehrer unterrichtet wurde. Da Pfeiffer erheblich jünger ist als die übrigen Herren der Runde und seine äußere Erscheinung mit überschaubaren Änderungen auf das notwendige Alter „korrigiert“ werden kann, wird beschlossen, dass er zumindest den Abschluss seiner Schulausbildung wiederholt, aber diesmal auf einem „richtigen“ Gymnasium.
In deutschen Universitäten wird der Film oft in der Vorweihnachtszeit im Audimax gezeigt und teilweise von tausenden Zuschauern gesehen. Diese bringen eine Wunderkerze, einen Wecker, eine Taschenlampe und Glühwein mit, um in bestimmten Szenen mitzuspielen. Auch bei vielen Studentenverbindungen finden im Wintersemester solche Filmabende statt, bei denen Feuerzangenbowle serviert wird.